# The Hardest Thing
"The Hardest Thing" é o terceiro single lançado pelo grupo estadunidense, para o seu segundo álbum 98 Degrees and Rising. "The Hardest Thing" alcançou o 5° lugar no Billboard Hot 100 e teve sucesso moderado na Oceania, chegando ao 24° lugar Top 50 Singles da Austrália e em 5° lugar no Top 40 Singles da Nova Zelândia

## Vídeo clipe
O vídeo se passa em Las Vegas, e  história gira em torno de um lutador de boxe, Nick Lachey, que está dividido entre duas mulheres, uma show girl e outra que não aparece no vídeo.

## Lista de faixas
| Single estadunidense |                                         |         |  |
| N.º                  | Título                                  | Duração |  |
| 1.                   | "The Hardest Thing" (Radio Version)     | 3:47    |  |
| 2.                   | "Because of You" (Hex Hector Dance Mix) | 3:07    |  |
| 3.                   | "Invisible Man"                         | 4:42    |  |
| Duração total:       | Duração total:                          | 10:96   |  |

| Vinyl 12, britânico |                                                   |                |         |  |
| N.º                 | Título                                            | Lado           | Duração |  |
| 1.                  | "The Hardest Thing" (Love To Infinity Master Mix) | A1             | 6:35    |  |
| 2.                  | "The Hardest Thing" (Album Version)               | B1             | 4:34    |  |
| Duração total:      | Duração total:                                    | Duração total: | 10:69   |  |

| Maxi-Single britânico (Enhanced) |                                                   |         |  |
| N.º                              | Título                                            | Duração |  |
| 1.                               | "The Hardest Thing" (Radio Version)               | 3:47    |  |
| 2.                               | "The Hardest Thing" (Album Version)               | 4:34    |  |
| 3.                               | "The Hardest Thing" (Love To Infinity Master Mix) | 6:35    |  |
| 4.                               | "The Hardest Thing" (Video)                       | 3:31    |  |
| Duração total:                   | Duração total:                                    | 17:47   |  |

## Posições nas paradas
| Ano  | Paradas                      | Melhor posição |
| ---- | ---------------------------- | -------------- |
| 1999 | Billboard Hot 100            | 5              |
| 1999 | Billboard Pop Songs          | 6              |
| 1999 | Billboard Adult Contemporary | 4              |
| 1999 | Billboard Adult Pop Songs    | 32             |
| 1999 | Top 40                       | 6              |
| 1999 | Top 50 Singles               | 24             |
| 1999 | Top 40 Singles               | 5              |